# La Planella (Serradell)
La Planella és una petita plana de camps de conreu del terme municipal de Conca de Dalt, a l'antic terme de Toralla i Serradell, al Pallars Jussà, en territori que havia estat del poble de Serradell.
Es troba a la part occidental del terme, al sud-oest de Serradell. És al costat nord del lloc de Barba-rossa, a l'esquerra de la llau del Cornàs i al sud-oest del Serrat de Santa Eulàlia. És a prop i a ponent de l'ermita de Santa Eulàlia de Serradell. La Pista del Bosc discorre pel costat de llevant de la Planella.